# Tōyō (Kōchi)
Tōyō (東洋町 Tōyō-chō?) es un pueblo localizado en la prefectura de Kōchi, Japón. En junio de 2019 tenía una población estimada de 2.247 habitantes y una densidad de población de 30,3 personas por km². Su área total es de 74,06 km².

## Geografía

### Localidades circundantes
- Prefectura de Kōchi
  - Kitagawa
  - Muroto
- Prefectura de Tokushima
  - Kaiyō

## Demografía
Según los datos del censo japonés, esta es la población de Tōyō en los últimos años.
| 1995  | 2000  | 2005  | 2010  | 2015  |
| ----- | ----- | ----- | ----- | ----- |
| 4.068 | 3.744 | 3.386 | 2.947 | 2.584 |